# Amberstar
Amberstar ist ein von der Firma Thalion Software entwickeltes Rollenspiel. Es wurde 1992 für die Computersysteme Amiga, MS-DOS und den Atari ST veröffentlicht.

## Handlung und Spielprinzip
Es handelt sich hierbei um ein klassisches Computer-Rollenspiel, in welchem der Spieler seine Heldentruppe zur Rettung des Landes ausschickt. Anfangs zieht der Spieler allein durch das Land Lyramion, später schließen sich ihm bis zu fünf weitere Figuren an.
Die Grafik des Spiels verfolgt ein ähnliches Konzept wie Dragonflight, das heißt, sämtliche Orte mit einer guten Übersicht, wie z. B. die Außenlevel, werden in 2D, alle Dungeons werden in einer 3D-Grafik dargestellt.
Die Kämpfe werden rundenweise in einem Kampfbildschirm ausgefochten. Dabei plant der Spieler zuerst die Züge seiner Figuren, die dann in der Kampfrunde ausgeführt werden. Wann eine Spielfigur zum Zuge kommt hängt vom Attribut Schnelligkeit ab.
Das Magie-System beruht auf den drei Schulen der weißen, grauen und schwarzen Magie. Für jede Schule gibt es einen reinen Magiecharakter und einen Magie/Kampfcharakter.

## Rezeption
Für Kritik sorgten die teilweise zu großen Dungeons, in denen sich die Heldengruppe nur an wenigen Orten ausruhen kann. Zudem konnte man in eine spielerische Sackgasse geraten. Da sich bei den drei Spieldisketten nur ein Spielstand anlegen lässt, konnte man bei Beschädigung einer Disk oder versehentlichem Überschreiben schnell seinen gesamten Fortschritt im Spiel verlieren. Für weiteren Frust sorgte der Stufenaufstieg der Spielfiguren. In höhere Stufen kann eine Spielfigur nur gelangen, wenn diese mit genügend Erfahrungspunkten ihre Heimatgilde aufsucht und sich dort einem entsprechenden Training unterzieht. Um die Problematik des riesigen Landes einigermaßen in den Griff zu bekommen, hatte Thalion eine Reihe von Transportmitteln, wie z. B. Pferd, Schiffe oder Riesenadler eingebaut.
Wertungen:
- Power Play 3/1992: 85 %[1]

Ein Jahr später erschien mit Ambermoon der Nachfolger des Spiels, der nahtlos an die Hintergrundgeschichte Amberstars anknüpft. Ursprünglich war eine Trilogie geplant, die jedoch nicht vollendet wurde. Als inoffizieller Nachfolger gilt Albion, obwohl es nichts mit den Inhalten der Vorgänger zu tun hat.
Amberstar ist mit Hilfe von Emulatoren, wie z. B. der DOSBox oder dem UAE, auch auf aktuellen Computersystemen spielbar.